# Santa Eulàlia de Serradell
Santa Eulàlia de Serradell era una ermita del poble de Serradell, al municipi de Conca de Dalt, al Pallars Jussà, dins de l'antic terme de Toralla i Serradell.
Estava situada a ponent de Serradell, a l'extrem meridional del Serrat de Santa Eulàlia, prop d'on hi ha una torre de conducció d'energia hidroelèctrica.